# Jan Bobola (zm. 1533)
Jan Bobola z Piasków, lub z Tywoni,  ze Strachociny herbu Leliwa (ur. przed 1450, zm. ok. 1533) – polski szlachcic w służbie królów Olbrachta i Aleksandra, zarządca Jarosławia, członek sądu  w Przeworsku, dziedzic Strachociny.

## Życiorys
Należał on do jednych z najbogatszych z rodu Bobolów.
Jan Bobola posiadał na własność, lub też dzierżawił wsie: Tywonię, (którą otrzymał za zasługi, za czasów króla Olbrachta i Aleksandra), Sadową, Grabownicę, Małnów, Sarny, Strachocinę i połowę Nadyb, Górki, Sczyrczkową.
W 1462 r. ożenił się Jan z Heleną z Żurawicy – córką  Andrzeja z Żurawicy, który w sądzie w Przeworsku zobowiązał się  8 kwietnia 1462 r., wypłacić Janowi tytułem posagu 60 grzywien, ale  wkrótce zmarł, a jego spadkobierca podczaszy halicki, Jakub z Zarzecza, nie dbał o wypełnienie zapisu ojca na rzecz Heleny. Wobec tego Jan Bobola wytoczył sprawę 1 września 1468 r. w  Przeworsku, i przyznano mu słuszność oraz zobowiązano Jakuba do uiszczenia posagu.
Po śmierci żony Heleny, wstąpił Jan po raz drugi w związek małżeński; z Katarzyną Śliwnicką - córką  Jana Śliwnickiego, h. Korab – dziedzica Śliwnicy i Korytnikach, w ziemi przemyskiej.  Katarzyna Śliwnicka jako żona Jana, występuje 1 lipca 1505 r. w Przeworsku.  
Z tych związków małżeńskich pozostało ośmioro dzieci,(co do którego heraldycy się różnią).
Np. K.  Niesiecki wymienia tylko dwóch synów Jana; Hieronima i Krzysztofa.(s.175).
Miał synów: Hieronima, Jarosława, Stanisława, Krzysztofa – ożenionego po wojennych zasługach z  Elżbietą z Wielopolskich h. Starykoń (1520-1615),  oraz  córki; Zbigniewę i Reginę, Annę, Zofię. Starał się Jan zapewnić przyszłość swym nieletnim córkom: Zbigniewie i Reginie. W tym celu, wystarał się u  Zygmunta Starego 11 sierpnia 1530 r.,  dokument dotyczący rozgraniczenia dóbr od Górek i Szczyrzyczkowej, (obecnie Woli Góreckiej) i za zgodą króla, 4 maja 1532 r., zahipotekował na córki po 200 złp., na wsi Strachocinie.
Zofia, córka Jana, do śmierci pozostała w stanie panieńskim. Anna – wyszła za mąż za Jana Krzeczowskiego h. Korczak – dziedzica na Żuklinie, w ziemi przemyskiej (i w tym charakterze widnieje w aktach Przeworska). 14 stycznia 1500 r. Regina oddała swą rękę Wojciechowi „Slowanczki” i zamieszkała w Krośnie.
Syn Jana; Stanisław Bobola – posiadał w 1490 r. wójtostwo w królewskiej wsi Swoszowa, koło Pilzna, którą za pozwoleniem króla  27 października 1518 r., odsprzedał je Piotrowi, zwanemu „Strzesz”.
Jarosław  Bobola zamieszkał w Jodłowej koło Biecza
Hieronim Bobola – dzierżawca; Strachociny, Złotej k. Sandomierza i dokupił Zmiennicę.
12 lipca 1520 roku Jan Bobola za zasługi świadczone królom Olbrachtowi i Aleksandrowi otrzymał w Toruniu konsens królewski na wykup wsi królewskiej Strachociny od Adama Wzdowskiego i   dostał też inne wsie na Podgórzu.
Zachowały się dokumenty ze sporów, z 1529 roku,  jakie toczył Jan Bobola z proboszczem ze Strachociny; ks. Stanisławem, oraz z dziedzicem z Górek.
18 kwietnia 1533 r. występuje Jan Bobola, jeszcze jako członek sądu ziemskiego w Przeworsku.
Jan Bobola zmarł około roku 1533.
Jego prawnukiem (według ks. Jana Poplatka;) był św. Andrzej Bobola.

## Źródła;
- ks. Jan Poplatek; Bł. Andrzej Bobola, Kraków 1936, s.;17, 22, 263, 268—273.
- Kasper Niesiecki, Jan Nepomucen Bobrowicz, Herbarz polski Kaspra Niesieckiego S.J. 1839, s.175
- T. Adamiak, Zarys dziejów parafii, Strachocina 2001